# The Quiet Offspring
The Quiet Offspring är det fjärde studioalbumet med det norska progressiv metal-bandet Green Carnation, utgivet 2005 av skivbolaget  Season of Mist.

## Låtförteckning
1. "The Quiet Offspring" (Sordal/Krumins) – 4:05
2. "Between the Gentle Small and the Standing Tall" (Transeth/Sordal) – 4:15
3. "Just When You Think It's Safe" (Tchort) – 5:18
4. "A Place for Me" (Sordal/Silden/Krumins) – 5:26
5. "The Everlasting Moment" (Sordal) – 5:09
6. "Purple Door, Pitch Black" (Sordal) – 4:12
7. "Childsplay - Part I" (Tchort) – 4:47
8. "Dead But Dreaming" (Tchort) – 5:26
9. "Pile of Doubt" (Sordal) – 5:56
10. "When I Was You" (Nordhus) – 7:22
11. "Childsplay - Part II" (Tchort/Moen) – 4:23

## Medverkande
Musiker (Green Carnation-medlemmar)
- Tchort (Terje Vik Schei) – gitarr
- Anders Kobro – trummor
- Stein Roger Sordal – basgitarr
- Michael S. Krumins – gitarr
- Kjetil Nordhus – sång
- Kenneth Silden – keyboard

Bidragande musiker
- Bernt A Moen – piano

Produktion
- Terje Refsnes – ljudtekniker, ljudmix
- Łukasz Jaszak – omslagsdesign
- Niklas Sundin – omslagskonst
- Jan Kenneth Transeth – sångtext (spår 2)